# Prepper

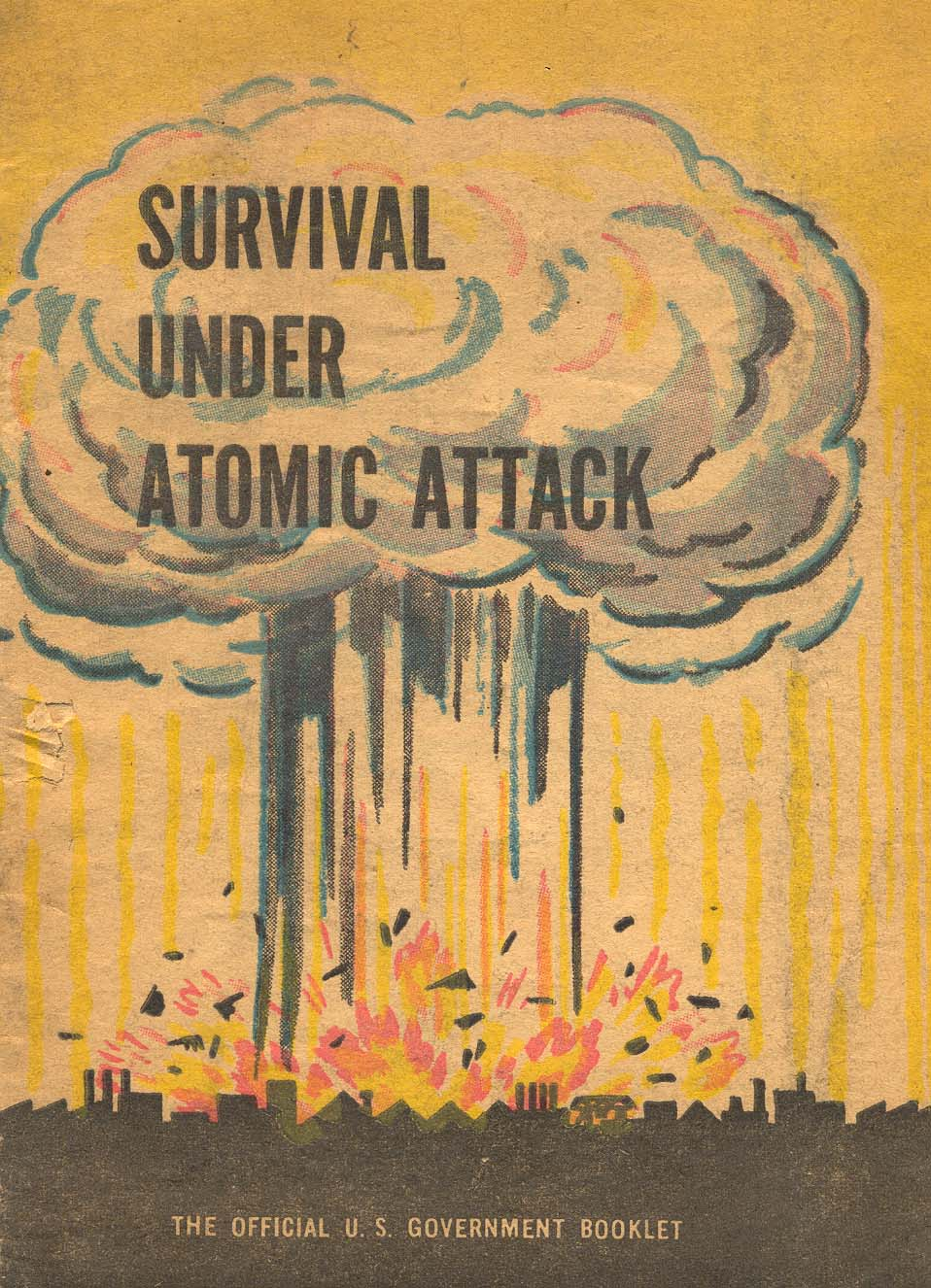
Survival Under Atomic Attack (Túlélés atomtámadás alatt), 1950-es állami polgárvédelmi kiadvány az Egyesült Államokban

A prepper az angol to be prepared, késznek lenni, valamint az angol cserkész üdvözlés, Be prepared!",  „Légy készenlétben!” kifejezésekből ered és olyan csoportokat vagy egyéneket jelöl, akik folyamatosan készülnek egy esetlegesen bekövetkezhető katasztrófa majdani pusztításainak kivédésére, vagy legalábbis azok  enyhítésére. Ezek a fenyegető katasztrófák lehetnek természetiek, vagy gazdaságiak; társadalmi zavargások, vagy háborúk. A prepperek ezekre  a vészhelyzetekre készülnek elő jellemzően hosszabb időre való önellátásra berendezkedve. A jelenség az ún. '''survivalizmus'' (angolul survivalism, franciául survivalisme), a túlélési mozgalom egyik ága, amely különösen az Egyesült Államokban vált elterjedtté a hidegháború idején.

## Motivációk és típusok
A prepperek motivációi különbözőek: vannak, akik természeti katasztrófák, például árvizek, erdőtüzek vagy járványok jövőbeni lehetősége miatt "készülnek", mások gazdasági összeomlástól, politikai instabilitástól vagy technológiai összeomlástól, például elektromágneses impulzustól, EMP-támadástól tartanak. Az előkészületi tevékenységek skálája a rövid távú készletfelhalmozástól a vidéki önellátó gazdálkodás megteremtéséig, akár bunkerépítésig terjed.
A preppermozgalom lényege az önellátásra való törekvés, a tartalékok felhalmozása és a válsághelyzetekhez szükséges tudás elsajátítása. A prepper eszközök tárháza a menekülőcsomagtól a föld alatti bunkerig terjed. A prepperek gyakran tanulnak elsősegélynyújtást, önvédelmet (harcművészetet, fegyverhasználatot), valamint megtanulnak a lehetőségeikből kiindulva improvizálni, saját erőforrásaikból boldogulni. Gyakran túlélőmenedékké alakítják egész otthonukat: ez is a mindennapjaik részévé lett katasztrófától való félelemre adott válasz lesz, "készülésük" része.
A prepperek egy része hangsúlyozza a közösségi segítségnyújtás és a túlélési készségek továbbadása (pl. elsősegélynyújtás, vízszűrés, tartósítás) jelentőségét, míg másokra inkább individualista, egoista, vagy militáns attitűd jellemző.

## Történet
A túlélési mozgalom gyökerei az 1930-as évek gazdasági világválságára, majd a hidegháborús atomfenyegetés időszakára vezethetők vissza.
A preppermozgalom kezdete Kurt Saxon  The Poor Man’s James Bond (A szegény ember James Bondja) című könyvéhez kötődik. Saxon azt taglalta, hogy a Szovjetunió és az Egyesült Államok között küszöbönálló harcból hogyan lehet survivorként, túlélőként kikerülni.  

Albrecht Dürer Az Apokalipszis lovasai (fametszet)

Az 1970-es években – az 1977-es, egész napos New York-i áramszünetnek köszönhetően is – a prepper életfelfogás egyre nagyobb teret hódított magának; könyveken, magazinokon keresztül terjedt, később az internet megjelenésével pedig globális közösségeket alakított ki. Az Egyesült Államokban prepper hálózatok jöttek létre, például az American Preppers Network.
A klímaváltozás, a gazdasági válságok, mint például a 2008-ban kirobbant gazdasági világválság, aztán a Covid19-járvány és a háborús konfliktusok, mint például az orosz-ukrán háború is hozzájárultak a preppermozgalom terjedéséhez, népszerűvé válásához, a prepper filozófia egyre inkább terjedt Európában is.
A legújabbkori történelemben a részleteiben később sem feltárt 2025. április 28-i katasztrófa hozta magával a preppermozgalmat legnagyobb mértékben katalizáló hatást. Spanyolországban, Portugáliában és Dél-Franciaországban példátlan áramszünet bénította meg a mindennapi életet, több mint 50 millió embert érintve. A hirtelen bekövetkezett áramkimaradás leállította a közlekedést, megszakította a kommunikációs hálózatokat, és megbénította a gazdaságot, többek között a turizmust és a szolgáltató szektort is.

## Filmekben

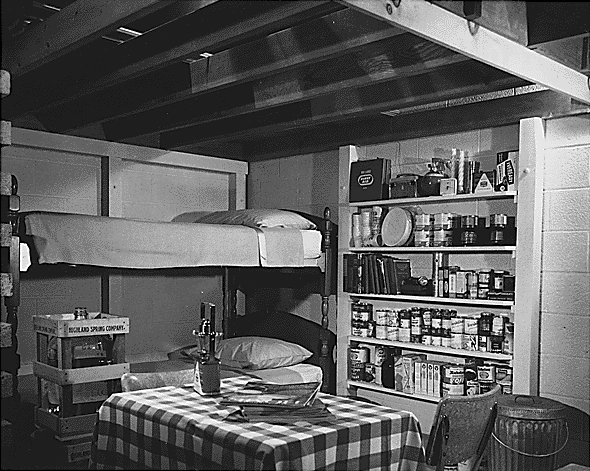
1950-es évekbeli atombunker

A túlélés, a túlélők, a prepperek egyre több filmben jelentek meg. A filmvásznon gyakran  sztereotip módon ábrázolták őket – például az amerikai Doomsday Preppers (National Geographic, 2011–2014) című dokumentumfilm-sorozatban –, ami hozzájárult a mozgalom torzított, nem a valóságon alapuló megítéléséhez. Más források kevésbé szubjektív megközelítést alkalmaztak, a preppereket pozitív módon, mint előrelátó, önálló életmódot folytató embereket mutatták be.
Az 1983-ban készült The Survivors című film, amelynek főszereplői Walter Matthau, Robin Williams és Jerry Reed voltak, egy "túlélő tábort" helyezett története középpontjába. Michael Gross és Reba McEntire egy túlélő házaspárt alakított az 1990-es Ahová lépek, szörny terem című filmben és annak folytatásában, az Ahová lépek, ismét szörny terem című alkotásban.  Ezek a filmek vígjátékok voltak.
Az 1988-as Distant Thunder című film John Lithgow főszereplésével vietnámi háborús veteránokról szól, akik poszttraumatikus stressz szindrómában szenvedtek, és hasonlóan egyes túlélőkhöz, visszavonultak a vadonba.
Számos televíziós műsor és sorozat, mint például a Doomsday Castle, Doomsday Preppers, Survivorman, Man vs Wild Man, Woman, Wild, Alone és Naked and Afraid a túlélés koncepcióján alapul.
A magyar túléléstematikájú színvonalas televíziós sorozatok közül a Survivor, a Ninja Warrior Hungary és az Exatlon Hungary emelkedik ki.

## Politikában
A preppereket időnként kritika éri a túlzott félelemkeltés, a társadalmi elszigetelődés vagy a militarizált gondolkodás miatt. Ugyanakkor a Covid19 világjárvány és más krízishelyzetek során sokan a prepperek mentalitását és felkészültségét példaként kezdték említeni.
Egyes országokban – például Németországban – a kormányzati katasztrófavédelem javasolta az alapvető készletek otthoni tárolását („Notfallvorsorge”). Svédországban tájékoztató füzeteket osztogattak, hogy mi a teendő, ha kitörne a háború vagy más, például időjárási katasztrófa.
Franciaország 72 órás túlélőkészlet összeállítását írta elő polgárainak, amelynek tartalmaznia kellett élelmiszert, vizet, gyógyszereket, hordozható rádiót, zseblámpát, tartalék elemeket, hordozható telefontöltőt, készpénzt; a fontos dokumentumok másolatát, beleértve az orvosi recepteket; tartalék kulcsokat, meleg ruhát, valamint alapvető szerszámokat, mint például használati kést.
Az Egyesült Királyságban 2024 májusában országos pánikot váltott ki, a bevásárlóközpontok és élelmiszerüzletek megrohamozáshoz vezetett, amikor a kormány elindított egy a potenciális preppereknek szóló honlapot, amelyen arra szólította fel a családokat, hogy állítsanak össze egy vészhelyzeti csomagot maguknak. Ennek ajánlott volt tartalmaznia hordozható telefontöltőt; elemes rádiót; tartalék elemeket a zseblámpához és a rádióhoz; elsősegélydobozt vízálló ragtapasszal, kötszerekkel, kesztyűvel, fertőtlenítővel, csipeszekkel, orvosi ragasztószalaggal, szemöblítő oldattal és steril kötszerekkel. Kézfertőtlenítőt és nedves törlőkendőket; palackozott vizet és nem romlandó, főzés nélkül fogyasztható élelmiszereket; állateledelt; továbbá babafelszerelést, beleértve pelenkákat és babaruhákat.
A prepper paradigma létjogosultságát a legfelsőbb politikai szint is megerősítette azzal, hogy 2025 márciusában az Európai Bizottság felszólította az EU tagállamait, hogy készítsék fel lakosságukat a jövőbeli esetleges válságok túlélésére és állíttassanak velük össze 72 órás vészcsomagot a válsághelyzetek kezelésére.

## Magyar prepperek
Magyarországon is egyre többen csatlakoztak idővel a kialakuló nemzeti prepper mozgalomhoz, amelynek tagjai különféle válsághelyzetekre, katasztrófákra készültek fel. Az első magyar "prepperről" egy 1989-ben Kocsordon készült videóban lehetett hallani, szomszédja állította róla, hogy titokban atombunkert épít.
A magyar prepper mozgalom az évek során fokozatosan bővült és szervezettebbé vált a globális bizonytalanságok hatására. 2018-ban már megjelent olyan magyar cég is a piacon, amely házi bunkerek építését is vállalta. Egy olyan földalatti bunker ára, amelyben el lehet 1-2 hónapig is élni családostól, nagyjából megegyezett egy családi ház árával.
A Magyar Prepper és Önvédelmi Fórum honlapján, ahol a tagok túlélési tippeket, eszközajánlásokat és híreket osztanak meg egymással, gazdag a kínálat könyvekből, filmekből és túlélő felszerelésekből is. A tartós élelmiszer és víz, víztisztító eszközök; a zseblámpa és hordozható telefontöltő; az elsősegélycsomag, az önvédelmi eszközök, például gázspray vagy kés mellé sokan – mint univerzális csereeszközt –aranyérméket is rejtettek a készenléti csomagjukba.

## Irodalom

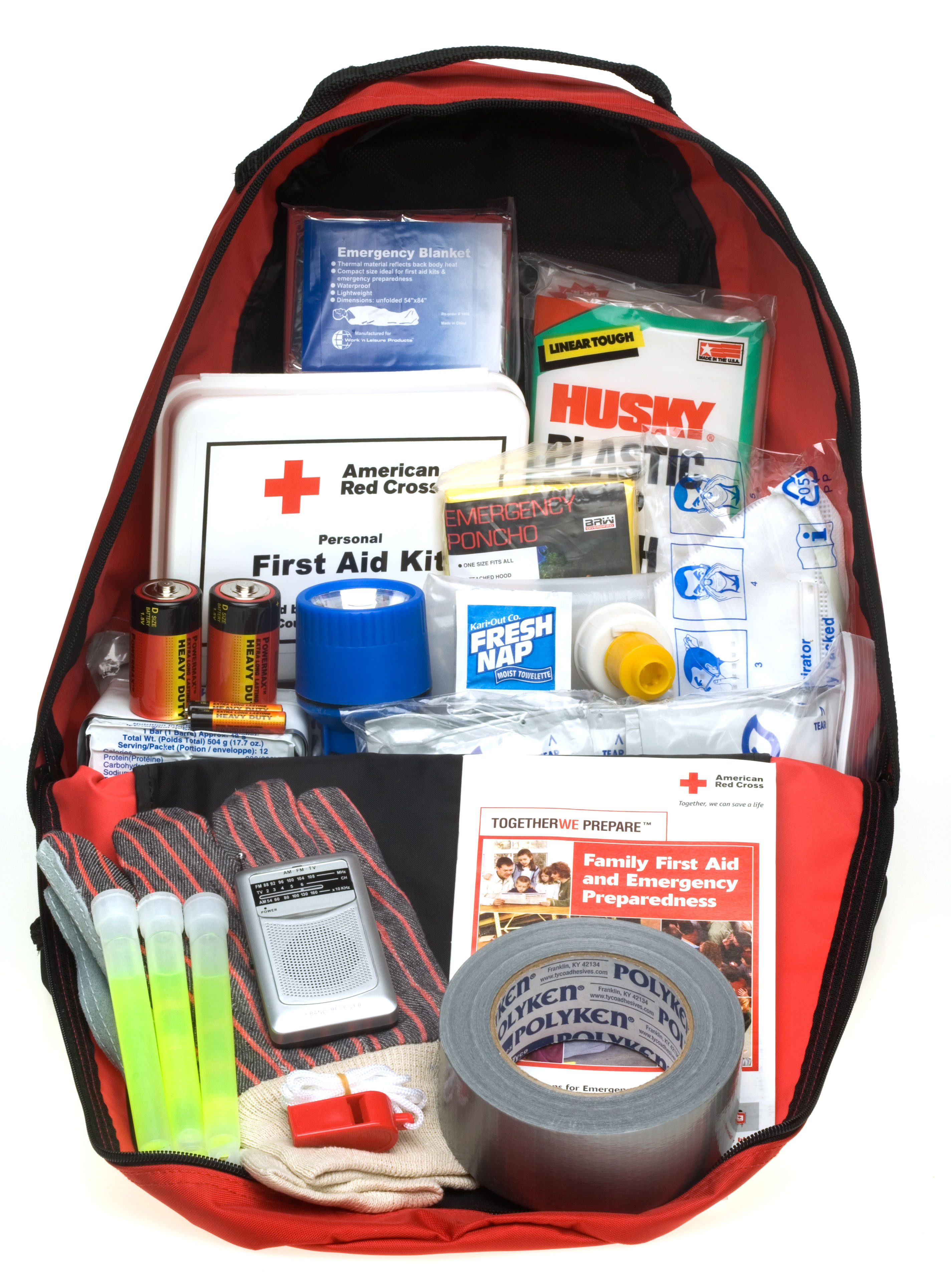
A Vöröskereszt készenléti csomagja (Washington, DC, 2006.)